# 虞美人

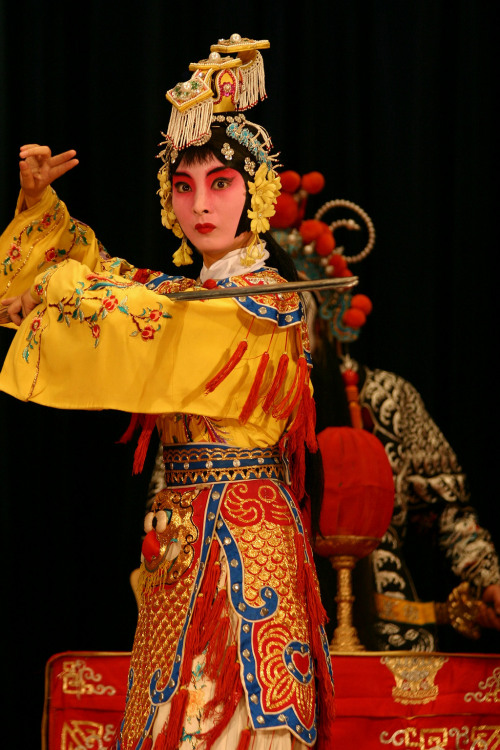
京劇『覇王別姫』の虞美人

虞美人（ぐびじん、拼音：Yú Měi-rén、紀元前233年? - 紀元前202年?）は、秦末から楚漢戦争期にかけての女性。

## 生涯
項籍（項羽）の愛人。正確な名前ははっきりしておらず、「有美人姓虞氏（『漢書』巻31陳勝項羽傳第1）」とも「有美人名虞（『史記』巻7項羽本紀 第7）」ともいわれ、「美人」も後宮での役職名（zh:中國古代後宮制度#秦朝参照）であるともその容姿を表現したものであるともいわれる。小説やテレビドラマでは項羽の妻として描かれ、虞を姓とし「虞姫」と紹介されているものが多い。
項羽との馴れ初めについては『史記』にも『漢書』にも一切記載されておらず、垓下の戦いで初めて「有美人姓虞氏 常幸從」「有美人名虞 常幸從 駿馬名騅 常騎之」（劉邦率いる漢軍に敗れた傷心の項羽の傍にはいつも虞美人がおり、項羽は片時も彼女を放すことがなかった）と紹介されている。
なお、明代の通俗小説である「西漢通俗演義（日本語訳『通俗漢楚軍談』）」では、項羽の武勇を知った会稽塗山の近隣にある村の父老である虞一公が項羽を家に招き、娘である虞姫（虞美人）を項羽に娶せるために会わせた時を馴れ初めとする。虞一公によると、虞姫は、「聡明で貞淑であり、幼い時から書を読んで大義に通じている。母が虞姫を生むとき、部屋で五羽の鳳凰が鳴く夢を見たため、後に貴人となることと分かり、誰にも嫁がせなかった」であるとされる。項羽は、虞姫の美しい容姿を見て、婚姻を約束して、宝剣を渡していったん別れる。その後、吉日を選んで婚姻を結び、一族の虞子期を大将に取り立てている。また、『西漢通俗演義』では「虞后」と表記した部分があるため、虞姫は項羽の正室という扱いとなっているものと思われる。また、虞姫は作品の途中から参謀のように、項羽を諫め、諫めを聞かなかった項羽を許し、励ます武人の妻としての道義をわきまえた存在となっている。
後に、劉邦軍により垓下に追い詰められ、四面楚歌の状態になって自らの破滅を悟った（思い込んだ）項羽は彼女に、
と歌い、垓下から脱出する。
『史記』の引く『楚漢春秋』には虞美人の返歌が載せられている。

## 最期

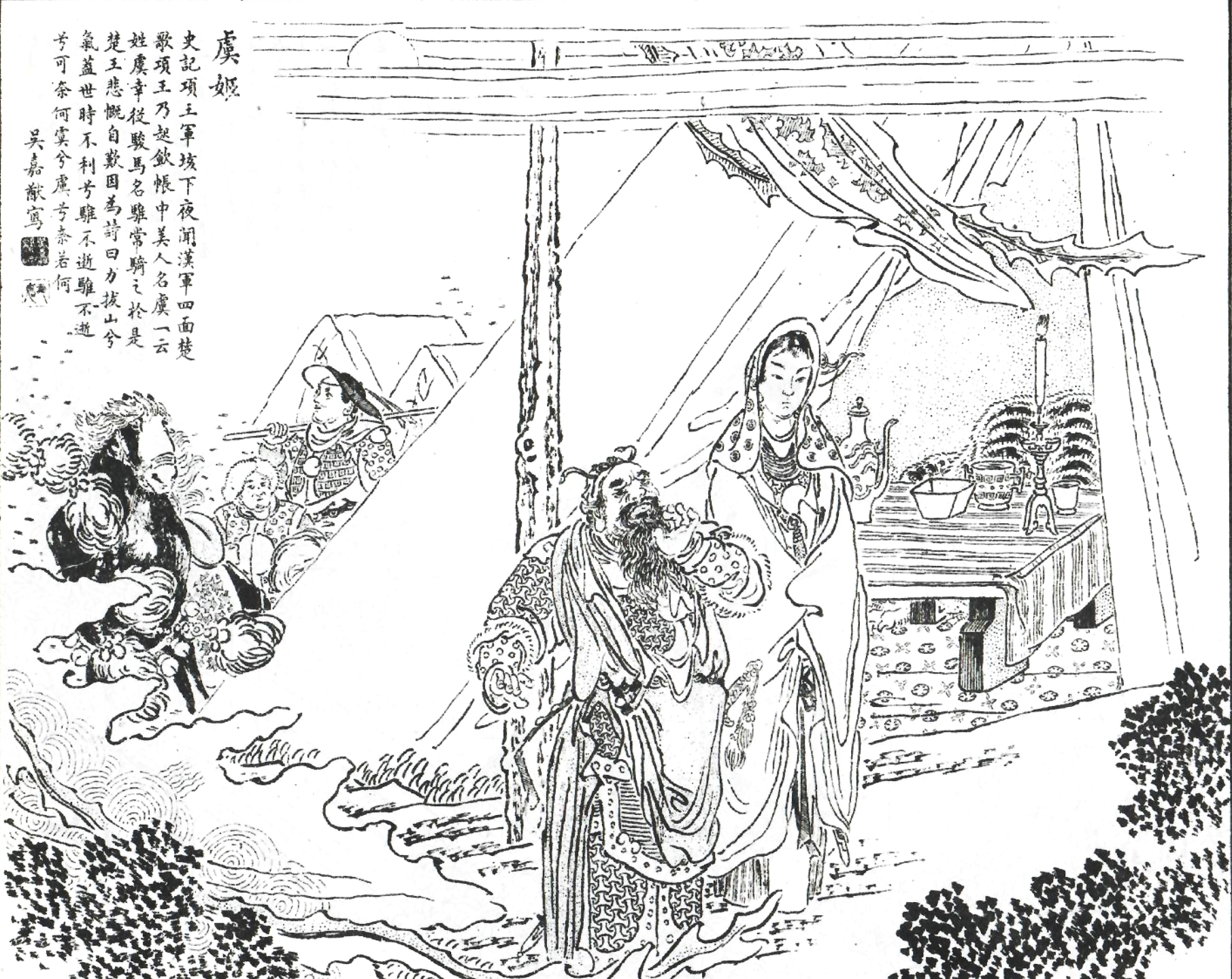
虞姫と項羽（『古今百美図』）

『史記』および『漢書』ではその後の虞美人について一切記述されていない。
五代十国時代の閻選『虞美人』や孫光憲『虞美人』という詞では、項羽の死後も虞美人は生きていて、愛する項羽をいつまでも思い続けている。
その一方で、北宋に編纂された『太平寰宇記』には敗走する項羽が虞美人を殺して鍾離県に埋葬したという記録が残る。
また、北宋の曾鞏の作と伝わる『古文真宝』の前集に掲載された『虞美人草』という作品では虞美人は自殺したとされる。
明代の『伝奇』と呼ばれる歌劇である『千金記』では、虞美人は、生きるために劉邦に仕えるように自分に言って聞かせる項羽に対し、自殺を願い出る。項羽は虞美人の自殺を了承し、青峰という宝剣を虞美人に渡す。虞美人は命を絶ち、項羽は虞美人の死を悲しみ、その最期を史書に残すように部下に命じる。虞美人は、自分の意思で貞操を貫く烈婦とされている。
明代の通俗小説である『西漢通俗演義』（日本語訳『通俗漢楚軍談』）では、劉邦の寵愛を受けて生き残るように勧め、置いて去ろうとする項羽に対し、男装をして項羽に同行すると言って項羽から宝剣を借りいれ、「項羽から受けた恩を返していない」と言って自刎する。項羽は、虞美人の予期せぬ行動に驚き、嘆き悲しむ。
京劇である『覇王別姫』では、項羽を酒で慰めて励まし、項羽を落ち延びさせるために、足手まといにならないように自刎している。
明代の『両漢開国中興伝志』でも項羽が虞美人を「酒色の徒だから殺すまい」と劉邦に預けようとすると、それを拒否して自害している。
清代の『百美新詠図伝』では、中国歴朝で最も名高い美人百人に選ばれている。
自殺した虞美人の伝説はヒナゲシに「虞美人草」という異名がつく由来となった。

## 墓所
虞美人の墓所については複数の記述が残っている。
『史記』注「括地志」には、土地の古老の言い伝えによると濠州定遠県（現在の安徽省滁州市定遠県）東六十里に美人の塚があると記される。『蘇詩補註』巻五の引く『太平寰宇記』では定遠県の「南」六十里の場所にある高さ六丈の塚で、俗に「嗟虞墩（虞美人の嘆き塚の意）」と呼ばれている。『宋会要輯稿』には、泗州虹県（現在の安徽省宿州市泗県）の北境。『石湖詩集巻十二』注によると同じく虹県下馬鋪を北に三十七里の場所。『施註蘇詩』が引く「九域志」によると項羽が逃走中に迷った陰陵城（鍾離県西六十里、現在の安徽省滁州市定遠県永康鎮）の付近に墓所を建てたとする。
上記のいずれの説も垓下（現在の安徽省宿州市霊璧県）の北部か南部に隣接する場所にあたる。
虞美人の墓と伝えられる遺跡が、現在の定遠県の東50キロメートル先にあり、建物が建築されている。佐竹靖彦は、楚（項羽）政権の中枢を占めていた南楚九江郡出身の豪族たちの支配地に虞美人の墓と伝わる遺跡が存在しており、「項羽亡きあとも項羽を慕いつづけた人びとの里、項羽神話をつくり出した人びとの住む地域なのであって、そこに虞美人の墓と伝えられる遺跡がのこされていることは荒唐無稽なことではない」としている。

## 詩歌
後世に詩の題材として取り上げられ、唐代の馮待征『虞姫怨』、北宋の蘇轍『濠州七絶・虞姫墓』、張舜民『虞姫答覇王』、曾鞏『虞美人草』、清朝の何浦『虞美人草』、袁枚『過虞溝遊虞姫廟』などの作品が残る。

## 覇王別姫における虞美人
『覇王別姫』は、明代の沈采が書いた歌劇（伝奇）である『千金記』に依拠して、京劇『楚漢争』を参考にして、創作された京劇である。項羽が主人公となる作品であり、虞美人もまた登場する。斉如山の脚本により、初演は1922年に行われている。
『覇王別姫』における虞美人は、項羽を二度諫めるなど、会話や行動において項羽に対して積極的な姿勢をみせる自我が強い女性として描かれる。項羽も虞美人に対して一目置き、置き去りにしようとしない強い愛情を示している。
『覇王別姫』は主役である項羽を際立たせ、舞台をより良くするために改編されたが、意外なことに、虞美人が自殺する場面の方が見せ場である項羽の大立ち回りよりも印象深いものになるという結果となった。観客は虞美人に魅了され、虞美人は項羽を人気で凌駕してしまい、虞美人が自殺する場面が終わると、項羽の烏江での最後の大立ち回りが残っているのに、観客が続々と席を立ったという。
そのため、『覇王別姫』は虞美人に偏るものとなり、項羽の立ち回りが演じられることがなくなり、虞美人の活躍する場面が繰り返し演じられるようになった。虞美人の存在は強調され、その結果、『覇王別姫』の主題が、項羽と虞美人の別れにすり替わってしまい、項羽が脇役のようになり、現代では、『覇王別姫』は悲恋の物語と言われるまでになってしまった。

## 虞美人を描いたフィクション
京劇
- 覇王別姫

能
- 項羽（別名「美人草」）

戯曲
- 項羽と劉邦（長與善郎）

ミュージカル

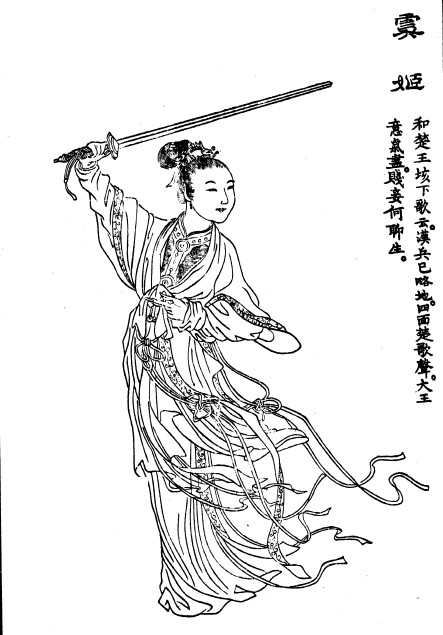
虞美人（『晩笑堂竹荘画伝』）

- 虞美人（宝塚歌劇団。長與善郎の『項羽と劉邦』が原作）
- 花・虞美人（2017年、脚本・演出：岡本貴也、主演：凰稀かなめ）[14]

小説
- 項羽と劉邦（司馬遼太郎）

映画
- 項羽と劉邦/その愛と興亡（1994年、中国・香港 演：ロザムンド・クワン）
- 項羽と劉邦/White Vengeance（2011年、中国、演：リウ・イーフェイ）
- 項羽と劉邦 鴻門の会（2012年、中国、演：ホー・ドゥジュエン）

テレビドラマ
- 劉邦と項羽（1997年、中国、演：周露）
- 大漢風 〜項羽と劉邦〜（2004年、中国 演：クリスティ・ヨン）
- 項羽と劉邦（中国語版）（2004年、香港、演：ウー・メイハン）
- THE MYTH/神話（2009年、中国、演：アリーナ・ジャン）
- 項羽と劉邦 King's War（2012年、中国、演：リー・イーシャオ）

漫画
- 横山版史記（横山光輝）※『通俗漢楚軍談』の逸話を挿入した。
- 項羽と劉邦（横山光輝）
- 赤龍王（本宮ひろ志）※下記の作品をベースとしている。
- 史記（項羽と劉邦）（原作：久保田千太郎／作画：久松文雄）

ゲーム
- Fate/Grand Orderの登場キャラクター
- 真・三國無双 MULTI RAID 2（コーエー 声：今野宏美）